# Claudia Montanari
 (octobre 2022).
Il peut être nécessaire de l'améliorer pour respecter le principe de neutralité de point de vue. Veuillez consulter la page de discussion pour plus de détails.

Vous pouvez aider à l'améliorer ou bien discuter des problèmes sur sa page de discussion.
- Il ne cite pas suffisamment ses sources. Vous pouvez indiquer les passages à sourcer avec {{référence nécessaire}} ou {{Référence souhaitée}}, et inclure les références utiles en les liant aux notes de bas de page. (Marqué depuis mai 2024)
- Son texte doit être wikifié : il ne correspond pas à la mise en forme Wikipédia (style, typographie, liens internes, liens entre les wikis, etc.). (Marqué depuis octobre 2022)
- Sa typographie ne respecte pas les conventions de Wikipédia. Vous pouvez solliciter de l’aide de l’Atelier typographique. (Marqué depuis octobre 2022)
- Il présente trop d'images par rapport à sa longueur. Ceci va à l'encontre de l'esprit de synthèse, rend la lecture difficile, et allonge la durée de téléchargement pour les connexions lentes. Voir les recommandations sur les images. (Marqué depuis mai 2024)

- Archive Wikiwix
- Bing
- Cairn
- DuckDuckGo
- E. Universalis
- Gallica
- Google
- G. Books
- G. News
- G. Scholar
- Persée
- Qwant
- (zh) Baidu
- (ru) Yandex
- (wd) trouver des œuvres sur Wikidata

Pour les articles homonymes, voir Montanari.
Claudia Montanari est une artiste italo-française née à Rome le 5 novembre 1965. Fille du peintre et styliste Mino Montanari et de la couturière Rosanna Anceschi, elle évolue dans un environnement artistique dès son enfance. Elle est reconnue pour son travail multidisciplinaire mêlant peinture, photographie, performance, écriture et art vidéo. 

## Biographie
Claudia Montanari grandit à Rome avant de s'installer en France. Elle poursuit des études littéraires et obtient une maîtrise en italien à l'Université Paris-Sorbonne en 1988. Elle réussit l'agrégation en langue et civilisation italiennes en 1993. D'abord stagiaire dans l'académie de Paris en 1995, elle devient professeur agrégé titulaire en 1996.
Parallèlement, elle se forme à travers des ateliers d'arts plastiques à l'école des Beaux-Arts de Tours de Rouen et Paris entre 1983 et 1998. Elle obtient en 2015 un master en psychanalyse et esthétique à l'Université Paul-Valéry de Montpellier.
Elle est récompensée en tant que jeune critique par le Syndicat professionnel de la critique dramatique et musicale en septembre 1992, elle se forme auprès de l'AICT (Association internationale des critiques de théâtre) et avec Danielle Dumas à L'Avant Scène Théâtre, où elle écrit jusqu'en 2005.
Ancienne élève de classes préparatoires au lycée Fénelon et auditrice libre à l'École normale supérieure de Fontenay-aux-Roses, elle obtient en 1993 l'agrégation externe des Universités en langue et civilisation italiennes[réf. à confirmer].
Elle intervient comme artiste dramatique à France Culture.
Elle entame un parcours artistique fait de « performance art » et d’une poétique de l'inconscient. Dans ses grands formats prédominent les monochromes bleus et les collages tridimensionnels. Elle se sert de l'univers marin (filets de pêche, coquillages), des traces du monde végétal et animal.

## Œuvres
Ses œuvres ont été exposées en 2017 en France sous le titre Happy burn up dans plusieurs lieux publics : le Limino (Aumelas) le Dôme, Le Café du Siècle (Ganges), et à la Gazette Café à Montpellier en mars 2018 où elle fait une intervention relayée par Les Carnets de la Création (France Culture) avec le poète Flaviano Pisanelli et le philosophe Bernard Salignon sur « L'art peut-il sauver ? », : « Décrire ou peindre l’effet terrible et horrifiant de notre contemporanéité c’est trop souvent les banaliser, alors que dans ses toiles l’art déplace et se joue sur une autre scène et n’a rien à voir avec l’analogie. Je dirais qu'elle perd la réalité pour la faire exister du côté du réel de l’art » (Bernard Salignon).
Onze de ses toiles sont exposées au Château de Pierre-de-Bresse en avril 2018 sur invitation du conservateur en chef du patrimoine Dominique Rivière. Elle expose dans la tour du Château, à proximité de la rétrospective de l’œuvre de son père Mino Montanari à l'écomusée de la Bresse bourguignonne.
En juin 2018 elle expose à Saint-Georges-d'Orques. Ses dessins et ses photos sont accueillis à l'Artothèque Centro Multiplo Cultura de Cavriago en Emilie-Romagne.
En 2023 elle expose "Elevazione" au Centre Culturel de Tarascon-sur-Ariège. Elle associe au travail photographique et pictural l'écriture poétique : "Elevazione" est visible sous la forme d'Art vidéo, en français et en italien et a été programmée et projetée au Cinéma de Tarascon

## Galerie

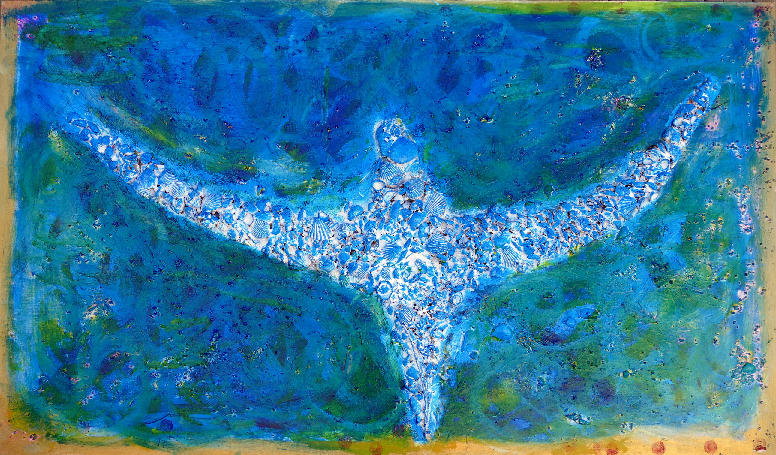
La Paix
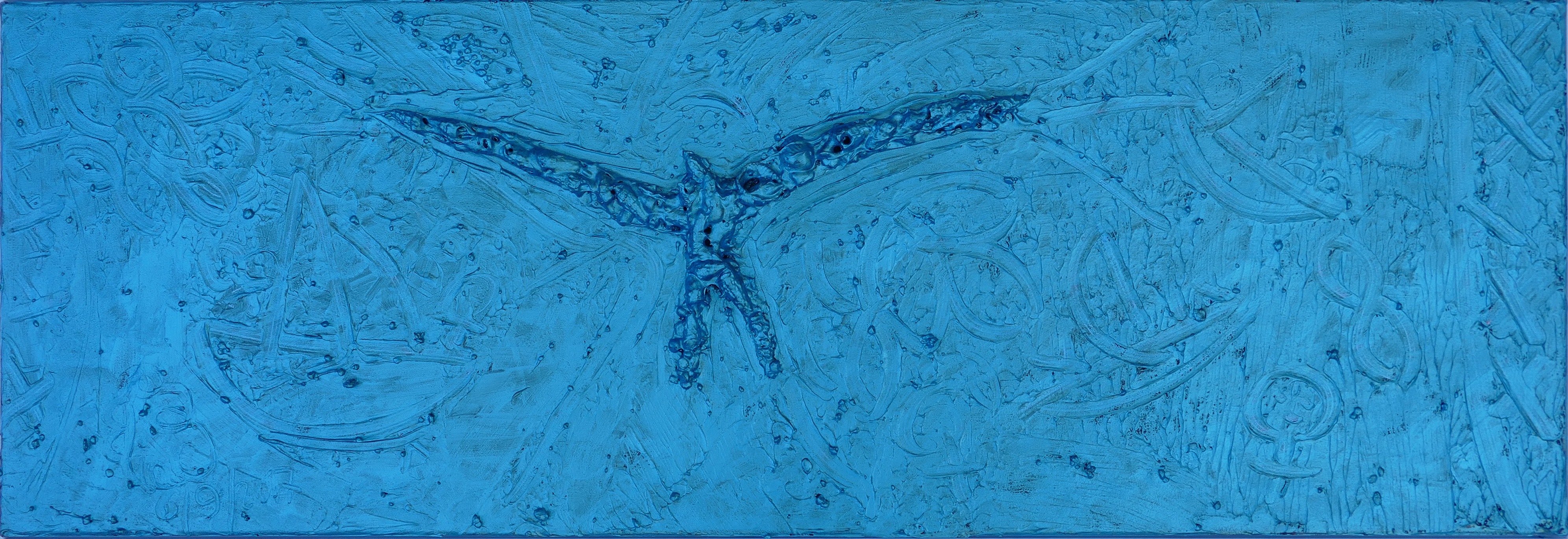
L’Âme des naufragés
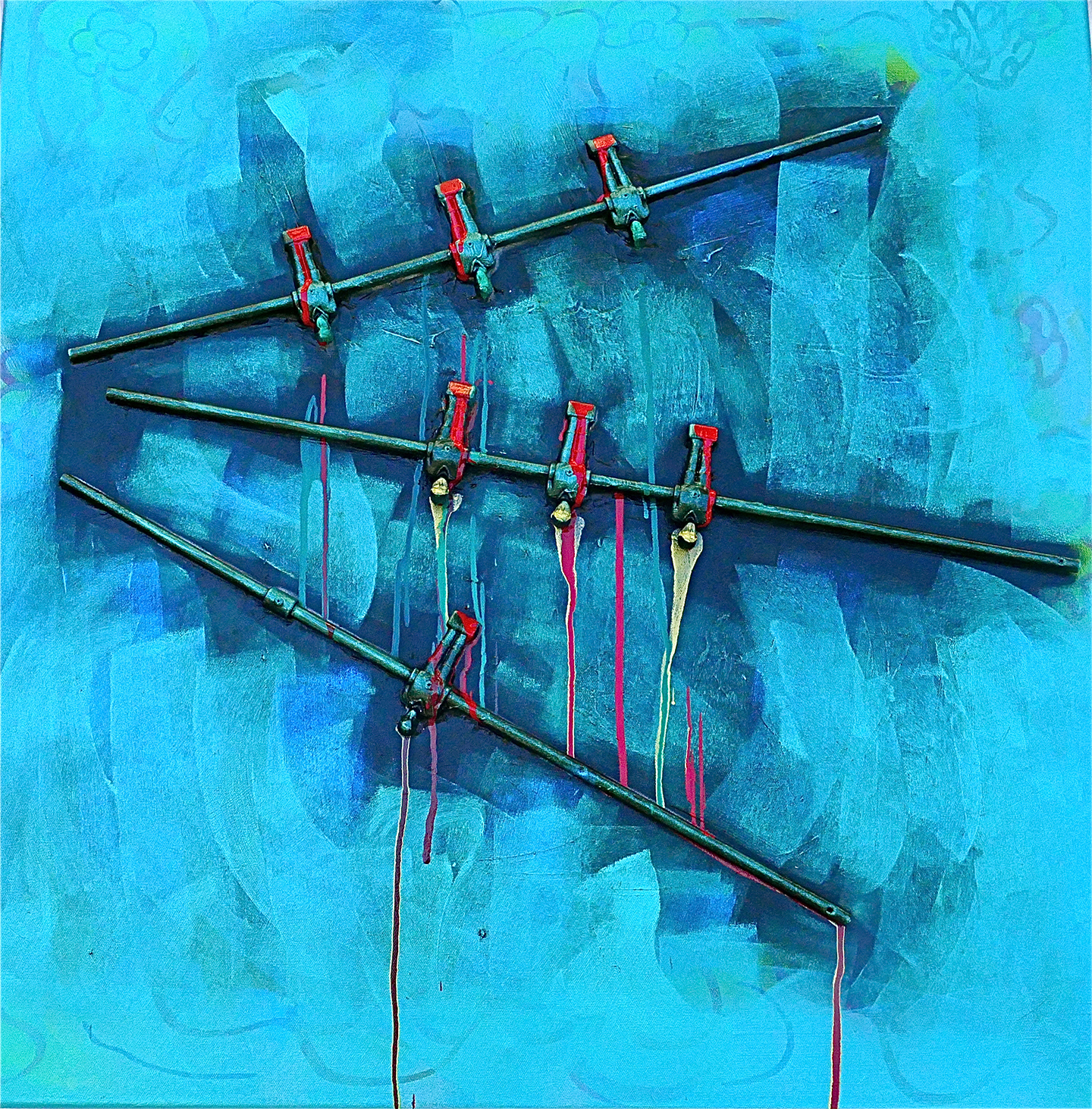
Les Sept Frères Cervi
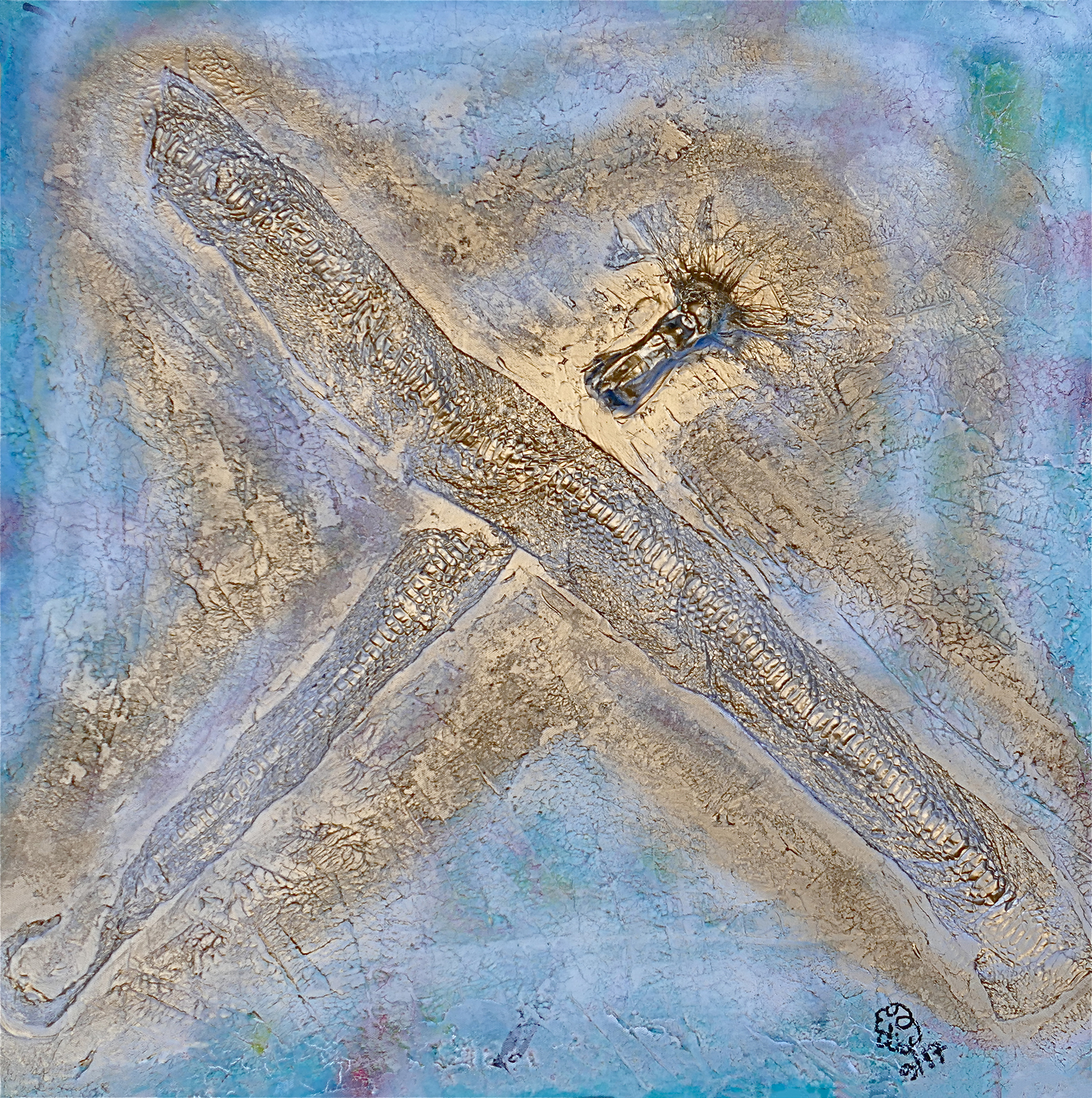
Le Karma des innocents
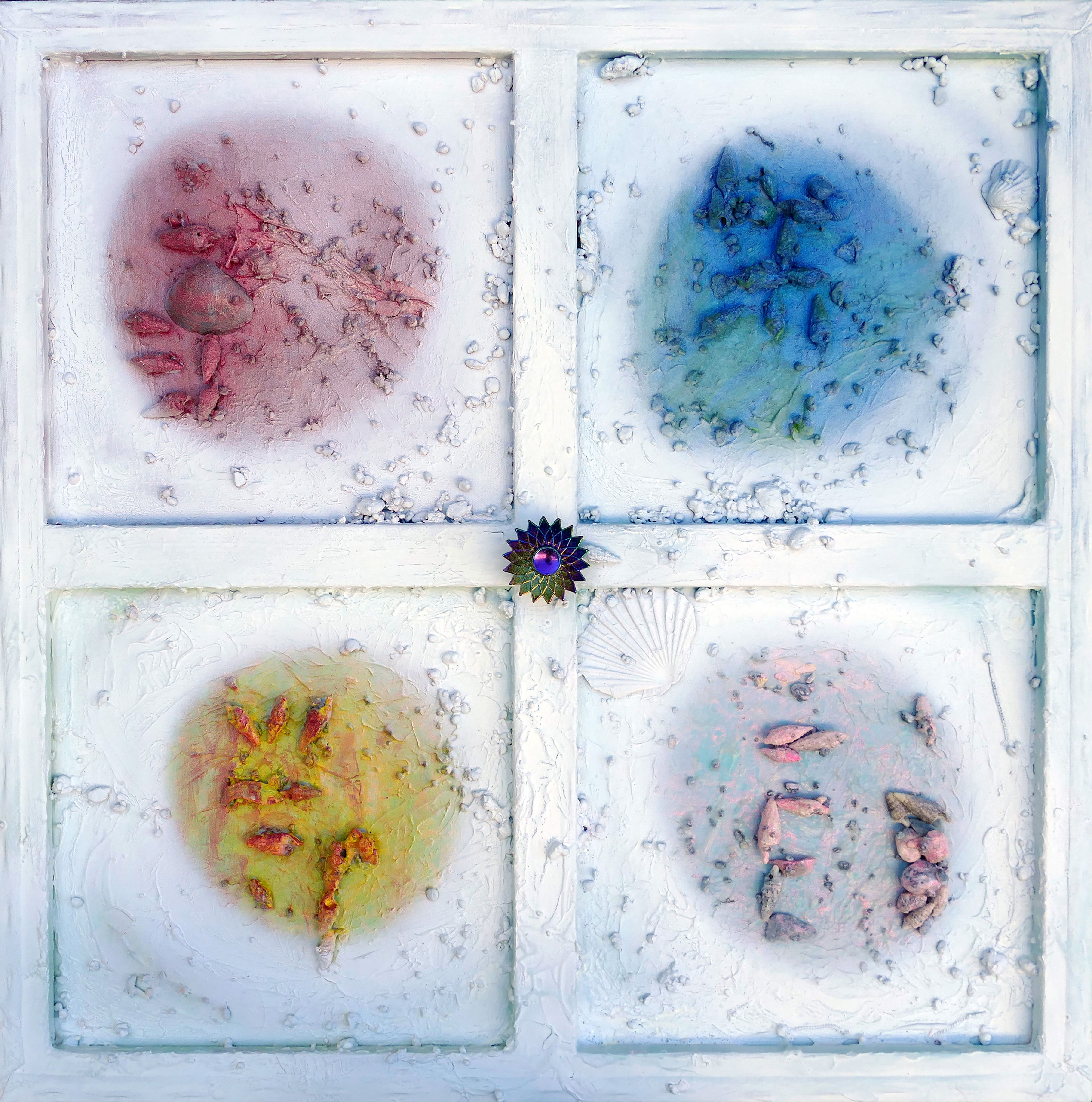
La Fenêtre sur les quatre vertus
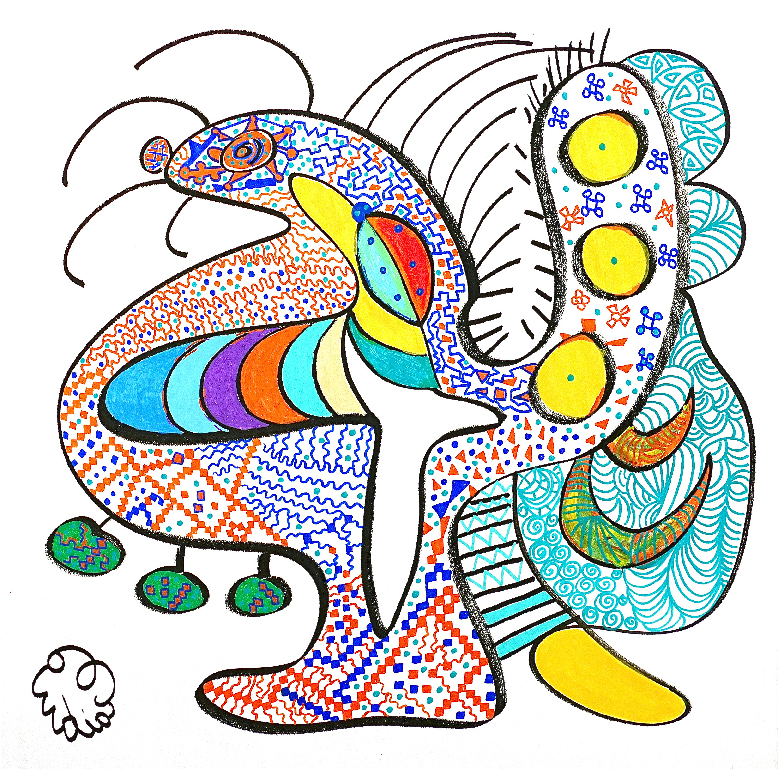
Drôle d’oiseau
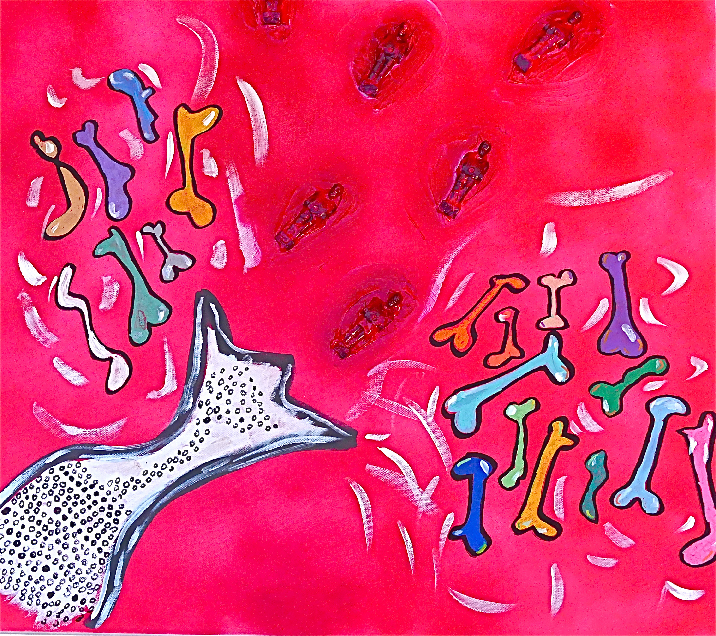
L’Urne
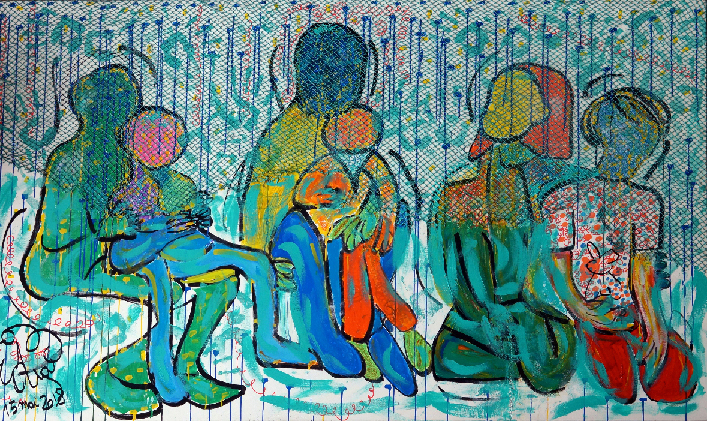
Les pères impairs
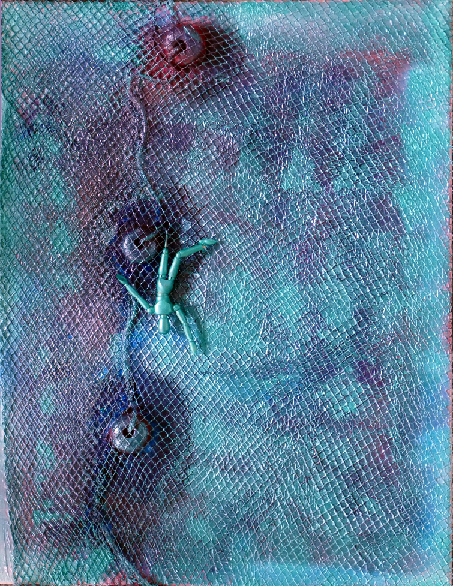
Troumatisme
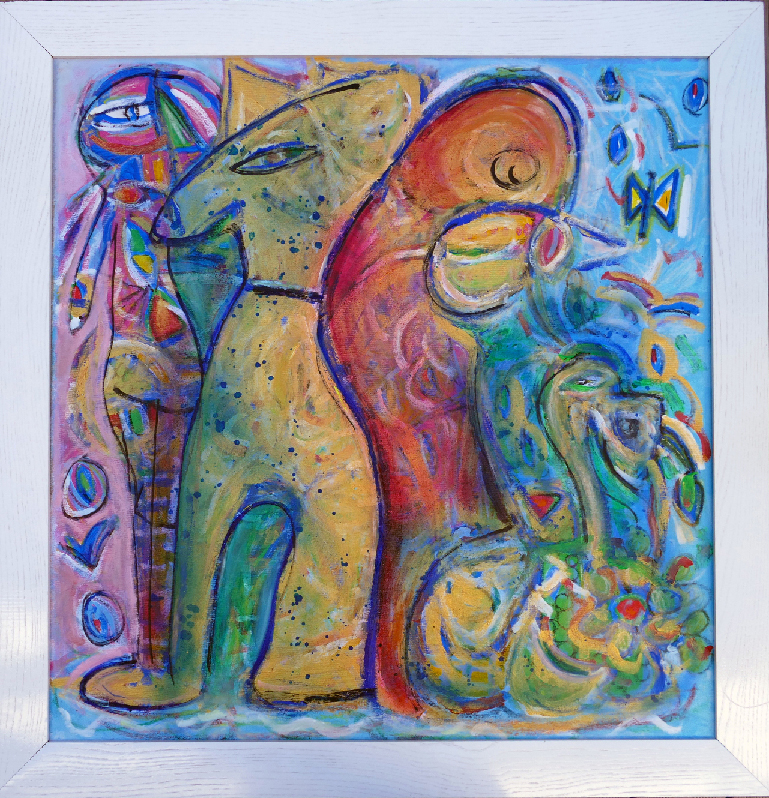
Le Jardinier
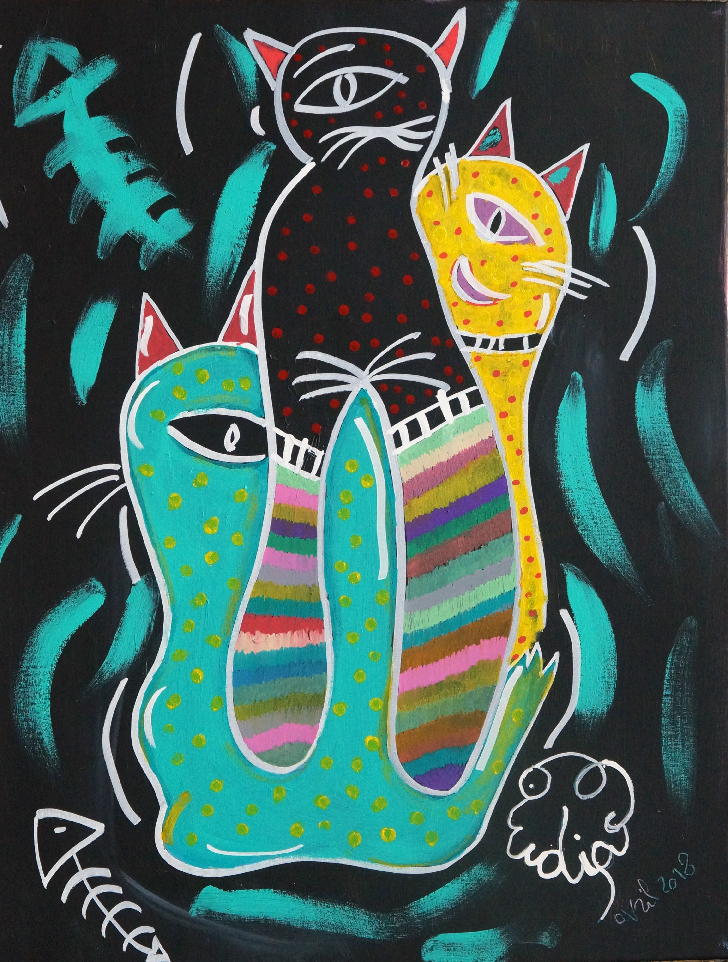
Les Chats
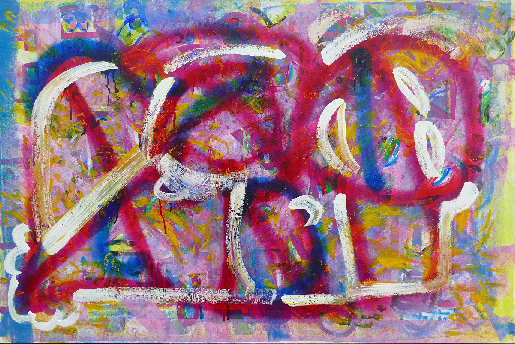
La Femme Bouddha
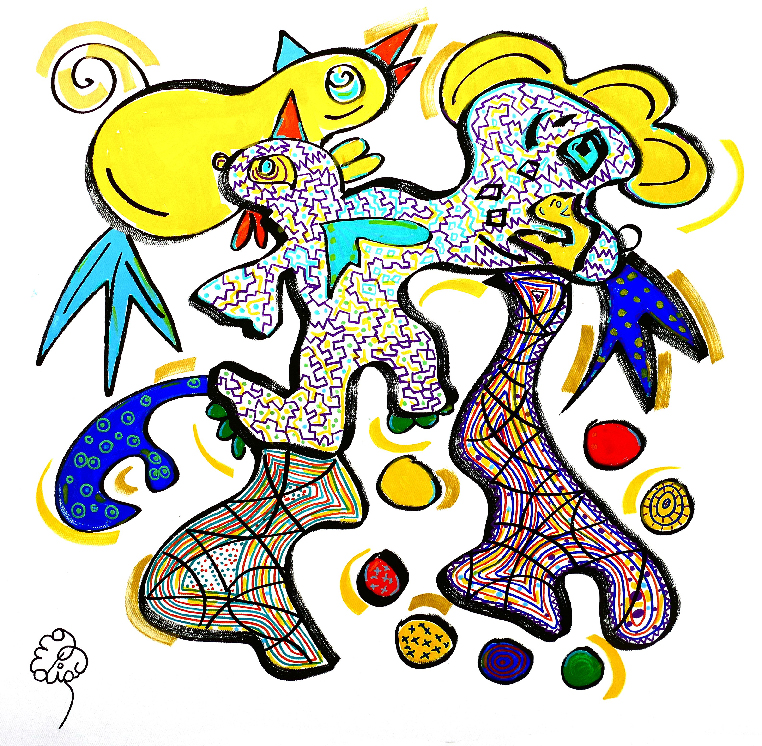
Dos au soleil
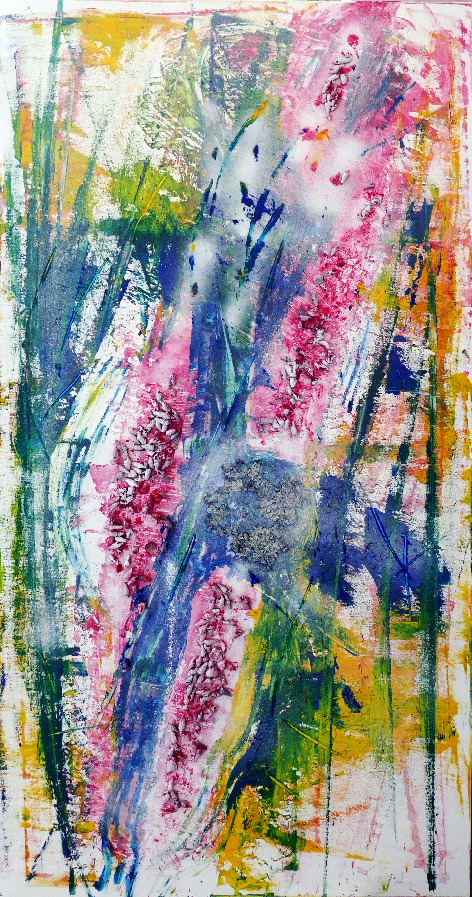
L'instant des orchidées

## Photographie «Vita  Nova» et «Élévation»
Elle inaugure aux Rencontres de la photographie d'Arles 2018 un cycle de photographies en noir et blanc : Vita Nova.
Ce travail est né en août de l'imminence de la mort de son père. Il est marqué par la lecture de Vita nuova de Dante Alighieri.
« Vita Nova 2 » naît sous forme de photo-performance sur trois jours, en y incluant la participation exceptionnelle de la photographe Diana Lui. Ce processus est destiné à être reconduit à proximité de fontaines et de monuments historiques en Europe.
En décembre 2019, ce travail est montré à Montpellier au Gazette Café,,.
« Vita Nova 3 » est présenté en 2020.
« Vita Nova 5 » — « Là où nous sommes » —s'inscrit dans une nouvelle recherche esthétique saluée en Italie par Vanni Pandolfi : « La série complète, semblable à une mosaïque, devient ainsi un miroir dans lequel se refléter, afin de chercher avec courage à s’éloigner des interprétations venant des autres, dominantes et manipulatrices. Finalement, Claudia Montanari reconstruit un Monde psychique métaphorique très personnel, comme point de référence pour combattre une dictature d’homologation de la pensée qui procède  de manière expéditive et rapide dans la mise en oeuvre de changements de significations selon son bon vouloir, selon ses propres fins utilitaires et de puissance »,,.« Vita Nova 5 » a fait l'objet d'une exposition à l'endroit même de sa création, en Ariège, aux Thermes d'Ussat-les-Bains.
« Elévation » est née à Cordes-sur-Ciel dans l'atelier du sculpteur mosaïste Stanko Kristic. Le texte et la musique accompagnent la création vidéo composée de photographies en noir et blanc et de photo-peintures à l'huile. Le thème est l'élévation spirituelle à travers l'art.  La Villa des Cent regards à Montpellier, à l'occasion de la Journée internationale des droits des femmes, expose « Elévation » en rendant hommage à sa mère Rosanna et au parcours artistique familial.   